# Липно (град)
Липно (град) (пољ. Lipno) град је у Пољској у Војводству кујавско-поморском. По подацима из 2012. године број становника у месту је био 15 077.

## Становништво
| 2012.  |
| ------ |
| 15 077 |